# Skierka petchii
Skierka petchii är en svampart som först beskrevs av Hans Sydow, och fick sitt nu gällande namn av Mains 1939. Skierka petchii ingår i släktet Skierka och familjen Pileolariaceae.   Inga underarter finns listade i Catalogue of Life.